# Derlis Torres
Derlis Gustavo Torres (Pilar, 6 luglio 1980) è un ex cestista paraguaiano.

## Carriera
Con il Paraguay ha disputato i Campionati americani del 2011.